# Francisco do Coração de Jesus Cloots van Zeller
Francisco Cloots van Zeller, Jonkheer van Zeller na República das Sete Províncias Unidas dos Países Baixos, depois República Batava, Reino da Holanda e Holanda, de seu nome religioso Frei Francisco do Coração de Jesus Cloots van Zeller, O.S.A. (?, 1757 - Grândola, Grândola, 1817) foi um religioso, professor, poeta, escritor e maçon português.

## Biografia
Sacerdote, pertenceu à Ordem Religiosa dos Eremitas Reformados de Santo Agostinho, conhecidos por Grilos, mas secularizou-se mais tarde.
Foi Pregador Régio, Funcionário da Secretaria de Estado do Reino e Professor de Retórica, Filosofia e Latim num Colégio de Lisboa.
Pertenceu à Nova Arcádia, que existiu entre 1790 e 1794, com nome arcádico desconhecido, e deixou publicados sermões, sob o título de Sermões sobre Diversos Assumptos, 8 Volumes, Lisboa, 1792, reeditados em 1847, e outros opúsculos.
De ideias Liberais, foi iniciado na Maçonaria em data desconhecida mas antes de 1810, em Loja desconhecida e com nome simbólico desconhecido, tendo sido preso na Setembrizada, nos dias 10 e 11 de Setembro deste ano, e deportado para os Açores.